# Уорд, Фредерик Таунсенд
Фредерик Таунсенд Уорд (англ. Frederick Townsend Ward, кит. 華爾; 29 ноября 1831 — 21 сентября 1862) — американский моряк, авантюрист, солдат удачи. Знаменит своими боевыми действиями на стороне империи Цин в годы восстания тайпинов.

## Молодые годы
Фредерик Уорд родился в 1831 году в Сейлеме (штат Массачусетс, США). Он с детства был бунтарём, поэтому в 1847 году отец был вынужден забрать его из школы и отправить его плавать в качестве второго помощника на клипере «Hamilton», которым командовал друг семьи. На этом клипере Уорд отправился из Нью-Йорка в Гонконг, однако вряд ли ему тогда удалось увидеть что-либо кроме порта, так как цинские власти запрещали иностранцам высаживаться где-либо, кроме собственно арендованного острова.
В 1849 году Уорд записался в «Американскую академию литературы, науки и военного дела» в Вермонте, в программу которой входили тактика, стратегия, упражнения и хорошие манеры. Он проучился там несколько месяцев, после чего навсегда покинул школу. В 1850 году он стал первым помощником на клипере «Russell Clover», капитаном которого был его отец, и дошёл с ним до Сан-Франциско. Там он стал первым помощником на барке, отплывавшем в Китай. После каботажного плавания в китайских водах в 1852 году Уорд стал старшим офицером на торговом судне «Gold Hunter», перевозившем рабочих-кули в Мексику.

## Флибустьер

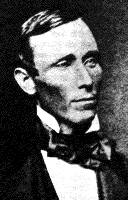
Уильям Уокер, под началом которого Уорд воевал в Мексике

В Мексике Уорд встретился с Уильямом Уокером, и стал работать на этого «короля флибустьеров». Это научило его тому, как набирать, тренировать и руководить наёмными войсками. Он познакомился с отрицательными чертами в поведении Уокера, и научился избегать их. В 1854 году, когда первая авантюра Уокера по основанию независимой республики Сонора окончилась провалом, он на муле вернулся в Сан-Франциско. Постранствовав по миру, он в итоге попал в Нью-Йорк, где записался во французскую армию.
В качестве лейтенанта французской армии Уорд в 1855 году принял участие в Крымской войне. Там он познакомился с современным состоянием европейского военного дела, изучил способы ведения осады, научился использованию стрелков в подвижных отрядах, а не только в качестве статичных групп. Также он понял, что фронтальная атака слабо помогает против дисциплинированных войск, способных вести огонь на большой дистанции. После того, как Уорд допустил нарушение субординации, ему было «позволено» покинуть французскую армию.
В 1857 году Уорд искал работу в качестве наёмника, но пока возможности повоевать не подворачивалось — плавал первым помощником на пароходе, совершавшим каботажные переходы в опасных китайских водах. В 1859 году он вместе со своим братом работал в качестве агентов компании отца, имевшего к тому времени офис в Нью-Йорке.

## Прибытие в Шанхай
Уорд с братом прибыли в Шанхай по торговым делам в 1860 году. Их прибытие совпало с Восточным походом тайпинов, приведшем повстанцев к Шанхаю. В то время как брат занялся бизнесом, Уорд предпочёл привычное занятие и стал офицером на речной канонерке «Confucius», которой командовал американец, а подчинялась она «Шанхайскому бюро по борьбе с пиратством». На борту канонерки Уорд проявил себя храбрым и инициативным, и был взят на заметку важными людьми в Шанхае. Его подвиги, предыдущий военный опыт, способность подняться выше расовых предрассудков и симпатии местного населения, а также выражаемое им намерение стать наёмником сделало его одним из основных кандидатов на роль командующего Силами иностранных поселенцев для противостояния приближающимся тайпинам.
Основатель «Бюро по борьбе с пиратством» нинбоский банкир Ян Фан и текущий глава бюро У Сюй считали, что создать подобные силы необходимо, так как имперские войска показали свою полную неспособность бороться с тайпинами. Весной 1860 года Ян и У повстречались с Уордом и стали его работодателями. Уорд начал прочёсывать набережные Шанхая в поисках любых европейцев, способных держать оружие. Так был сформирован шанхайский «Отряд иностранного оружия».

## Шанхайский Отряд иностранного оружия
В середине XIX века обычный китаец понятия не имел о стрельбе из огнестрельного оружия и отнюдь не стремился умирать за правящую маньчжурскую династию. В то же время в шанхайских доках перспективой приключений, высокой оплаты и возможности пограбить можно было привлечь людей с запада с боевым опытом — отставных моряков, дезертиров и прочих. Из них, при поддержке шанхайских чиновников и торговцев, Уорд и набрал своё воинство: несмотря на сложную политическую обстановку: маньчжурские правительственные войска не имели желания признавать своей зависимости от «заморских дьяволов», а дипломатические и военные представители Великих держав не желали иностранного вовлечения во внутрикитайские дела (даже в виде наёмничества), так как в этом случае тайпины могли бы блокировать выгодную торговлю по Янцзы с внутренними областями Китая.
К июню 1860 года под командованием Уорда было разноязычное воинство из 100 человек, вооружённых лучшим доступным в Шанхае огнестрельным оружием (включая револьверы Кольта). Несмотря на протесты Уорда, утверждавшего, что его люди ещё плохо подготовлены, его шанхайские работодатели вынудили его бросить это войско вместе с правительственными войсками против наступавших тайпинов, чтобы отбить два взятых повстанцами городка. «Отряду иностранного оружия» пришлось выполнять самоубийственную задачу — без артиллерии атаковать занятый тайпинами Сунцзян. Естественно, атака провалилась, и разбитый отряд отступил в Шанхай.
К середине июля Уорд рекрутировал ещё европейцев, а также 80 «манильцев» с Филиппин, и приобрёл несколько артиллерийских орудий, после чего атаковал Сунцзян вновь. На этот раз ему сопутствовал успех, но он был достигнут высокой ценой: из 250 человек 62 было убито и 100 ранено, включая самого Уорда.
Теперь Уорд и его войска приобрели известность, которая способствовала привлечению новых бойцов (несмотря на то, что грабежи Уордом запрещались, жалованье было более чем привлекательным). В то же время местные европейцы стали видеть в Уорде досадный элемент, флибустьера, который может стать причиной прекращения тайпинами выгодной торговли. Но более важным было то, что теперь и тайпины знали, что против них выступила новая сила.

Современный район Цинпу на карте Шанхая — именно здесь потерпел поражение Отряд иностранного оружия

2 августа 1860 года Уорд повёл свой отряд на Цинпу — ещё один занятый тайпинами городок, и на этот раз тайпины были готовы к его появлению. В то время, когда отряд Уорда штурмовал крепостную стену, находившийся в засаде тайпинский отряд, выждав удобный момент, открыл с близкого расстояния огонь из мушкетов. За 10 минут Отряд иностранного оружия потерял половину личного состава, сам Уорд получил пулю в левую скулу (это ранение оставило у него шрам на всю жизнь и привело к трудностям с речью). Пришлось отступить, и Уорд вернулся в Шанхай, чтобы подлечиться и попытаться дополнительно набрать людей. Остатки Отряда иностранного оружия вновь осадили Цинпу и начали обстреливать его из орудий, но на этот раз военный вождь тайпинов Ли Сючэн отправил на помощь осаждённым 20 тысяч человек. Отряд иностранного оружия был отброшен к Сунцзяну, где заместитель командующего Бёджевайн некоторое время поддерживал дисциплину, но вскоре отряд «прекратил существование как организованная единица».
Уорд вернулся в Шанхай для дальнейшего лечения. Теперь уже войска Ли Сючэна осадили Шанхай, но были отбиты находившимися в городе правительственными и западными войсками. В конце 1860 года Уорд покинул Шанхай для лечения, а остатки Отряда остались под командованием Бёджевайна.
Неясно, продолжал ли Ян финансировать Отряд в конце 1860 года, но когда Уорд вернулся весной 1861 года, то смог собрать под своё командование людей из Отряда. Вернувшись, Уорд начал интенсивно набирать и тренировать пополнения для Отряда, предлагая настолько привлекательные условия, что это вызвало дезертирство со многих находившихся в Шанхае британских военных кораблей. Под угрозой ареста и в связи с политическими трудностями, вызванными желанием западных стран остаться нейтральными во внутрикитайском конфликте, Уорд принял китайское подданство, чем поставил в тупик британских офицеров, пытавшихся пресечь его деятельность.
В мае 1861 года Уорд опять повёл Отряд иностранного оружия на Цинпу, и опять был отбит с тяжёлыми потерями. Шанхайские работодатели Уорда вынуждали его немедленно посылать неподготовленные войска в бой, а служившие под его началом европейцы полагались в основном на внезапность и техническое превосходство европейского оружия, и не могли воевать на равных против подготовленных войск. Уорд решил подготовить новую армию, на этот раз — из китайцев.

## Командир «Всегда побеждающей армии»

Современный район Сунцзян на карте Шанхая — именно там располагался лагерь Уорда

Летом 1861 года У Сюй организовал в Сунцзяне лагерь, в котором Уорд и лучшие представители, оставшиеся от Отряда иностранного оружия, начали обучать всё возрастающее число китайцев обращению с западным оружием и западным способам ведения боевых действий. К январю 1862 года было подготовлено около тысячи китайских солдат.
Тем временем продолжалось второе наступление тайпинов на Шанхай. В середине января Уорд, сделав себе знамя в китайском стиле с написанном на ним иероглифами своим именем, повёл в атаку свои войска севернее Шанхай под Усуном, и выбил тайпинов с их позиций несмотря на большое численное превосходство противника.
Неделю спустя, вернувшись в свой лагерь, Уорд атаковал находившийся всего в нескольких километрах Гуанфулинь, в котором засело около 20 тысяч повстанцев. Несмотря на то, что у него было всего 500 человек и отсутствовала артиллерийская поддержка, он выбил тайпинов из города.
В феврале 1862 года тайпины опять приблизились к Сунцзяну, и Уорд во главе 500 человек, взаимодействуя с командирами правительственных войск, очистил от повстанцев прилегающие районы. Бои были интенсивными, было убито несколько тысяч тайпинов, сам Уорд получил пять ранений, в том числе потерял палец, оторванный мушкетной пулей.
Взбешенный таким иностранным вмешательством, Ли Сючэн отправил 20 тысяч человек на Сунцзян, который защищало не более полутора тысяч человек под командованием Уорда. Приближающихся тайпинов обстреляла замаскированная артиллерия Уорда, убив около 2 тысяч человек, после чего пехота сделала вылазку из города и взяла в плен 800 человек, также захватив большое количество лодок с тайпинскими оружием и припасами. Тайпины предпочли побыстрее удалиться от такого осиного гнезда. Этот случай высоко поднял репутацию Уорда среди китайцев, европейцев и тайпинов. Теперь представители западных стран охотно оказывали поддержку ему и его войскам, китайские чиновники легко находили средства для финансирования его войск, а его решения уважались его работодателями в Шанхае.
В марте 1862 года цинское правительство официально дало силам Уорда название «Всегда побеждающая армия», под которыми они и остались в истории. Сам Уорд стал чиновником сначала 4-го, а затем — 3-го ранга; высшая награда, которую цинское правительство могло дать «варвару».
В течение 1862 года «Всегда побеждающая армия» вновь и вновь оправдывала своё названия, громя своих противников, часто занимавших укреплённые позиции. В связи с тем, что тайпины имели гигантское численное превосходство, и войска постоянно приходилось перебрасывать на новые места, в условиях плохой дорожной сети Уорд стал использовать для транспортировки войск реки и каналы. Для обеспечения безопасности речных путей он вооружил несколько речных пароходов, которые стали служить одновременно и транспортами, и мобильной артиллерией. Впоследствии Ли Сючэн приписал своё поражение в районе Сучжоу именно западным пароходам: по его мнению его войска могли справляться с «заморскими дьяволами» на земле, но речные силы противостоять западным пароходам были бессильны.
Хотя репутация Уорда продолжала расти, изначальные подозрения маньчжурских властей по отношению к нему также росли: Уорд не стал брить лоб, как этого требовали законы Цинской империи, не носил официальную маньчжурскую одежду. В результате войска под командованием Уорда были ограничены в размерах, а его самого начали «затирать».

## Смерть
Уорд был смертельно ранен 21 сентября 1862 года в битве при Цыси, в районе Нинбо, получив пулю в живот. Это была его пятнадцатая рана.
Уорд прожил ещё день. За это время он успел надиктовать завещание, по которому его имущество отошло брату, сестре и жене-китаянке. Он скончался 22 сентября 1862 года на пике своей славы.

## Память
На родине Уорда, в Сэйлеме, установлен кенотаф в его честь (его реальная могила в Китае была уничтожена, а останки пропали).
В Музее восстания тайпинов в Нанкине имеются документы, касающиеся роли Уорда.